# SkyWork Airlines
SkyWork Airlines AG – nieistniejąca szwajcarska linia lotnicza, z siedzibą w Belp koło Berna z bazą na lotnisku Berno-Belp. Oferowała głównie loty rozkładowe na terenie Europy, oraz loty czarterowe w miesiącach letnich.
29 sierpnia 2018 roku linia ogłosiła zaprzestanie działalności.

## Flota
Według stanu na październik 2014, flota SkyWork Airlines składa się z pięciu samolotów typu Fairchild Dornier 328-110 (Dornier 328s) z napędem turbośmigłowym o maksymalnym zasięgu 1850 km maksymalnej wysokości lotu 31 000 stóp (9450 m n.p.m.) i mogących pomieścić do 31 pasażerów oraz dwóch samolotów typu Saab 2000 z napędem turbośmigłowym o maksymalnym zasięgu 2860 km, maksymalnej wysokości lotu 31 000 stóp (9450 m n.p.m.) i mogących pomieścić do 50 pasażerów.
| Typ samolotu    | Razem | Zamówionych | Opcje | Pasażerów      | Pasażerów         | Pasażerów | Uwagi |
| Typ samolotu    | Razem | Zamówionych | Opcje | Klasa business | Klasa ekonomiczna | Razem     | Uwagi |
| --------------- | ----- | ----------- | ----- | -------------- | ----------------- | --------- | ----- |
| Saab 2000       | 2     | -           | -     | -              | 50                | 50        |       |
| Dornier 328-110 | 5     | –           | –     | –              | 31                | 31        |       |
| Razem           | 7     | –           | –     |                |                   |           |       |

## Historia
Firma SkyWork została założona w 1983 w Bernie jako szkoła pilotażu. W 1989 zaczęto rozważać przewóz pasażerów, a w 2003 nabyto pierwszy samolot Dornier 328 i rozpoczęto wakacyjne loty czarterowe. Pierwszy lot rozkładowy (do Rotterdamu) nastąpił w 2009, a w 2010 dodano loty do Barcelony, Berlina i Hamburga. W roku 2012 było już 25 kierunków, dodano też kolejne samoloty: cztery Dornier 328s i trzy Dash 8 Q400s. W 2013 firma obsługiwała już 26 tras. W lipcu 2014 firma zatrudniła nowego prezesa (pracującego poprzednio dla Crossair Martina Inäbnita) i zmieniła dotychczasowe plany latania w ramach certyfikatu innego operatora. Ponieważ mogące przewieźć 72 pasażerów samoloty Bombardier Dash 8Q-400 były dla firmy za duże, a także ze względów celnych, ostatni z trzech samolotów Bombardier Dash 8Q-400 został przekazany Air Berlin w październiku 2014. Również w październiku 2014, lotnisko London-City zostało zastąpione lotniskiem London-Southend jako docelowy port w lotach SkyWork do Londynu. W lutym 2015 firma uznała posiadaną flotę za zbyt małą i zainicjowała plany pozyskania nowych, większych samolotów z miejscami dla ok. 50 pasażerów, takich jak Saab 2000s. W kwietniu 2015 SkyWork postanowiło zmniejszyć ilość lotów do Londynu z 12 do 9 lotów w obie strony na tydzień.

## Połączenia
Według stanu na kwiecień 2015, SkyWork Airlines oferowały następujące regularne loty:
 Austria
- Wiedeń – Port lotniczy Wiedeń-Schwechat

 Chorwacja
- Rijeka – Port lotniczy Rijeka sezonowo
- Split – Port lotniczy Split sezonowo
- Zadar – Port lotniczy Zadar sezonowo

 Francja
- Figari – Port lotniczy Figari-Korsyka Południowa sezonowo

 Niemcy
- Berlin – Port lotniczy Berlin-Tegel
- Kolonia (Niemcy)/Bonn – Port lotniczy Kolonia/Bonn
- Hamburg – Port lotniczy Hamburg
- Monachium – Port lotniczy Monachium

 Włochy
- Cagliari – Port lotniczy Cagliari-Elmas sezonowo
- Elba – Port lotniczy Marina di Campo sezonowo
- Olbia (Włochy) – Port lotniczy Olbia sezonowo

 Holandia
- Amsterdam – Port lotniczy Amsterdam-Schiphol

 Hiszpania
- Barcelona – Port lotniczy Barcelona
- Ibiza – Port lotniczy Ibiza sezonowo
- Maó – Port lotniczy Menorka sezonowo
- Palma de Mallorca – Port lotniczy Palma de Mallorca

 Szwajcaria
- Berno – Port lotniczy Berno-Belp Baza

 Wielka Brytania
- Londyn – Port lotniczy Londyn-Southend[15]